# 公社債投資信託
公社債投資信託（こうしゃさいとうししんたく）・通称：公社債投信は、代表的な投資信託（証券貯蓄商品）の一つであり、株式を組入れること無く、国債や金融債など安全性の高い公社債を中心に運用するものである。対義語は株式投資信託。
広義ではマネー・マネージメント・ファンド(MMF)、マネー・リザーブ・ファンド(MRF)、中期国債ファンド（中国F）、短期公社債投信、長期公社債投信などの総称であるが、その中でも長期公社債投信を「公社債投信」と呼ぶ事が多い。本項目では、その長期公社債投信（狭義の公社債投信）について記す。（略称：長期社投）

## 長期公社債投信の概要
円での国債、地方債、金融債、電力債、コール・ローン（短資）、割引手形などに投資し、元本割れを起さず、安定した収益を得ることを運用の目的とする。ただし急激な金利上昇（＝債券価格の暴落）があった場合などには、元本割れになる可能性もありうるので注意が必要である。
運用期間は無制限であり、申込も換金も自由である。ただし、いつ解約しても元本1万円につき0円から25円（プラス消費税）の解約手数料が差し引かれるうえ、支払は解約の申込日から起算して4営業日目となっている（解約手数料が無料のところもある）。また、2001年3月以前に購入した分については、元本1万円につき105円（消費税込み）の解約手数料がかかる。
決算は年1回であり、毎年分配金を受け取る「一般コース」と、分配金を再投資する「複利コース」があり、再投資するコースでは1年複利で運用する効果が得られる。また、積立でも利用することができる。
「一般コース」を例にすると、元本1万円で1年経過後、収益分配をして1万円でまた始めるという仕組みになる。
中期国債ファンドと同様に2001年4月より実績分配型に移行しているため、「目標分配率」を設定しているところがある。野村アセットマネジメントでは、2005年12月末時点の目標分配率を1万円につき7円としている。

## 所得税法上の分類
所得税法上、公社債投資信託は、「証券投資信託のうち、その信託財産を公社債に対する投資として運用することを目的とするもので、株式又は出資に対する投資として運用しないものをいう。」（所得税法2条15項）と定義されている。
従って、公社債投資信託の収益は利子所得となり20%（所得税:15%,住民税:5%）の源泉分離課税で課税関係は終了する。（所得税法上、利子所得は総合課税の対象となり、申告納税することになっているが、租税特別措置法の規定により源泉分離課税の方式となっている。）
追加型公社債投資信託では、決算時に基準価額が設定時よりも下回ってしまうと分配できないため、基準価額にかかわらず決算毎に分配することを売り物に出来なくなってしまうことから、約款上、株式を組み入れることが出来るとして、税法上の分類を株式投資信託とし、運用上は株式を組み入れないものがある。（外国のソブリン債などに投資する投信が多い。）
株式投資信託では分配金は配当所得となり、他の株式投資信託や株式の売買損益と通算が可能となるメリットもある。